# Pacifiški ognjeni obroč
Pacifiški ognjeni obroč (tudi Tihooceanski ognjeni obroč, Pacifiški ognjeniški obroč) je glavno območje v bazenu Tihega oceana, kjer se pojavljajo številni potresi in vulkanski izbruhi. V dolžini 40 000 km podkvaste oblike je povezanih s skoraj neprekinjeno vrsto oceanskih jarkov, vulkanskih lokov in vulkanskih pasov ter premikanja tektonskih plošč. Tu je 452 vulkanov (več kot 75% aktivnih in mirujočih vulkanov na svetu). Tu je 40% vseh aktivnih vulkanov, ki so stratovulkani ali sivi vulkani in imajo ogromno eksplozivno moč.
Približno 90% svetovnih potresov in 81% največjih potresov na svetu se dogaja ob obroču. Vsi, razen treh od 25 največjih vulkanskih izbruhov na svetu zadnjih 11.700 let, so se pojavili na ognjenem obroču. Je neposreden rezultat tektonike plošč: gibanje in trčenja tektonskih plošč, zlasti subdukcije v severnem delu. Južni del je bolj zapleten, s številnimi manjšimi tektonskimi ploščami, ki trkajo s pacifiško ploščo in Marijanskih otokov, Filipinov, Tonge in Nove Zelandije.

## Opis
Pacifiški ognjeni obroč ni zaprt obroč. Obkroža Tihi ocean (Pacifik) v U-obliki z vzhoda, severa in zahoda v dolžini približno 40.000 kilometrov. Na vzhodu se iz južne konice Južne Amerike preseli na Ande in zahodni rob Srednje in Severne Amerike, vključno s Kaskadnim gorovjem in najpomembnejšim Lassen Peakom (3181 m). Velik sistem Andov in Kordiljer ima več kot 80 aktivnih vulkanov z najpomembnejšimi kot je Popocatépetl (5452 m), Orizaba (5700m) in Colima (3846 m) vsi trije v Mehiki. V Južni Ameriki so Cotopaxi (5896m) v Ekvadorju, ki je najvišji aktivni vulkan na svetu, Sabancaya (5976 m) v Peruju, Villarrica (2860 m) v Čilu in Aconcagua (7035 m) v Argentini.
Na severu in zahodu poteka vzdolž vrste otokov in kontinentalnih vulkanskih lokov, od Aleutov (25 vulkanov) do Kamčatke, kjer je 29 aktivnih vulkanov (najpomembnejši je Ključevska Sopka) in Kurilskih otokov s 39 aktivnimi vulkani (najaktivnejši in najvišji je Alaid na istoimenskem otoku), glavnih japonskih otokov in otočja Rjukju z 108 aktivnimi vulkani (najbolj znani so Fudži, Bandai, Asama in Kirišima) ter Marijanskega otočja, Filipinov z 12 aktivnimi vulkani, Celebesa (4 vulkani), Nove Gvineje (10 vulkanov), Salomonovih otokov in Novih Hebridov na severni otok Nove Zelandije z vulkansko cono Taupō. 
V Tihem oceanu je tudi Havajsko otočje z vulkani Mauna Loa (4170 m), Mauna Kea (4202 m), Hualalaj (2520 m) in Kilauea (1247 m). 
Samo na nekaj zahodnopacifiških otoških lokov odpade 45% vseh vulkanov na svetu.

## Vzroki
Pacifiški ognjeni obroč je neposredno povezan z območji subdukcije na ustreznih robovih pacifiške kotline. Na teh točkah se pacifiške oceanske litosferske plošče (Pacifiška plošča, plošča Juan de Fuca, Kokosova plošča, Nazca plošča) potopijo pod nekaj drugih litosferskih plošč oceanske ali kontinentalne skorje. Na večji globini tlak in toplota sprostita v kamnini skorje vezano vodo kar zmanjšuje tališče kamnine zgornje plasti (astenosfera), zaradi česar se delno potopi. Nastala magma se dviga, se spremeni in proizvaja tipičen, večinoma eksploziven vulkanizem. Napetosti, ki nastajajo kot posledica subdukcije v zemeljski skorji se sprostijo v obliki zelo močnih potresov.

## Andi

### Bolivija
Bolivija ima na svojem ozemlju številne aktivne in ugasle vulkane. Aktivni vulkani so v zahodni Boliviji, kjer sestavljajo Kordiljero Occidental, zahodno mejo planote Altiplano. Veliko aktivnih vulkanov so mejne gore, ki si jih deli s Čilom. Vsi kenozoiski vulkani Bolivije so del osrednje vulkanske cone (CVZ) andskega vulkanskega pasu, ki je posledica procesov, povezanih s subdukcijo plošče Nazca pod južnoameriško ploščo. Centralna vulkanska cona je glavna zgornja kenozojska vulkanska pokrajina. Poleg Andskih vulkanov, geologijo Bolivije predstavljajo ostanki starih vulkanov okrog predkambrijskega Guaporé Shielda v vzhodnem delu države.

### Čile
Vulkane v Čilu spremlja Nacionalna služba za geologijo in rudarstvo (SERNAGEOMIN). 
Potresna dejavnost v Čilu je povezana s subdukcijo plošče Nazca na vzhodu. Čile ima zapis o največjem potresu, ki je bil kdaj zabeležen, potres v Valdiviji leta 1960. Villarrica, eden najbolj aktivnih vulkanov na Čilu, se dviga nad jezerom Villarrica in mestom Villarrica. To je najbolj zahodno od treh velikih stratovulkanov, ki se gibljejo pravokotno na Andsko verigo. Kaldera, dolga 6 km je nastala v poznem pleistocenu, več kot 0,9 milijona let nazaj.
2-km široka postglacialna kaldera se nahaja na dnu sedanjega, pretežno bazaltno-andezitnega stožca na severozahodnem robu pleistocenske kaldere. Približno 25 žlindrinih stožcev se dotika Villarice. Iz tega prevladujočega bazaltnega vulkana so nastali plinski izbruhi in piroklastični tokovi med holocenom, vendar so zgodovinski izbruhi obsegali predvsem blago do zmerno eksplozivno aktivnost z občasnim izlivom lave. Laharji iz poledenelih vulkanov so poškodovali mesta na svojih bokih.
Vulkan Llaima je eden največjih in najbolj aktivnih vulkanov v Čilu. Stoji 82 km severovzhodno od Temuca in 663 km jugovzhodno od Santiaga, znotraj meja nacionalnega parka Conguillío. Dejavnost Llaime je dokumentirana od 17. stoletja in je sestavljena iz več ločenih epizod zmernih eksplozivnih izbruhov z občasnimi lavnimi tokovi. Zadnji veliki izbruhi je bil leta 1994. 
Čile je doživel številne vulkanske izbruhe 60 vulkanov, vključno z vulkanoma Llaima in Chaitén. Nedavno je 27. februarja 2010 je osrednji Čile poškodoval potres magnitude-8.8, leta 2011 je izbruhnil vulkan Puyehue-Cordón Caulle, potres M8.2 pa je prizadel severni Čile 1. aprila 2014. Glavnemu sunku so sledili številni zmerni do močni sunki, nato pa so sledili številni zmernih do zelo močni popotresni sunki, vključno s tistim  2. aprila magnitude-7.6 .
Lascar je stratovulkan, najbolj aktiven vulkan severnih čilskih Andov. Največji izbruh se je zgodil pred približno 26.500 leti, sledil je izbruh žlindre pred približno 9000 leti. Pogosto majhne do zmerne eksplozivne izbruhe so zabeležili v zgodovinskem obdobju od sredine 19. stoletja, skupaj z občasnimi večjimi izbruhi, ki so vsebovali pepel in tefro, ki je padala do sto kilometrov stran od vulkana. Največji izbruh Lascarja v nedavni zgodovini je bil leta 1993, ki je proizvedel piroklastične tokove kar 8,5 km severozahodno od vrha, pepel pa je padal v Buenos Airesu v Argentini, več kot 1600 km na jugovzhod. Zadnja serija izbruhov se je začela 18. aprila 2006 in se je nadaljevala od leta 2011.
Chiliques je stratovulkan v regiji Antofagasta v Čilu, takoj severno od Cerro Miscanti. Laguna Lejía leži severno od vulkana in je mirna vsaj 10.000 let, zdaj pa kaže znake življenja. Nočna toplotna infrardeča slika iz ASTER-a je 6. januarja 2002 pokazala vročo točko v kraterju vrha in več drugih vzdolž zgornjega dela vulkanskega stožca, kar kaže na novo vulkansko aktivnost. Preiskava prejšnje nočne toplotne infrardeče slike 24. maja 2000 ni pokazala takšnih vročih točk.
Calbuco je stratovulkan v južnem Čilu, jugovzhodno od jezera Llanquihue in severozahodno od jezera Chapo, v regiji Los Lagos. V okolici Llanquihue je naravni rezervat. To je zelo eksploziven andezitni vulkan, ki je v pleistocenu pretrpel propadanje zgradbe, kar je povzročilo zemeljski plaz vulkanskih ostankov, ki je prišel do jezera. Najmanj devet izbruhov se je zgodilo od leta 1837, zadnji pa leta 1972. Eden od največjih zgodovinskih izbruhov v južnem Čilu je bil 1893-1894. Nasilni izbruhi so izstrelili 30-cm bombe na razdaljo 8 km od kraterja, skupaj z obsežnimi vročimi laharji. Močne eksplozije so se zgodile aprila 1917, lavna kupola je nastala v kraterju, skupaj z vročimi laharji. Drugi kratki eksplozivni izbruh januarja 1929 je imel tudi navidezni piroklastični tok in pretok lave. Zadnji večji izbruh Calbuca leta 1961 je poslal pepelaste stebre 12-15 km visoko in proizvedel dim, ki se je razpršil predvsem na jugovzhod in dva lavna toka. Majhen štiriurni izbruh se je zgodil 26. avgusta 1972. 12. avgusta 1996 so opazili močno fumarološko emisijo glavnega kraterja.
Lonquimay je stratovulkan poznega pleistocena v pretežno holocenskem obdobju, oblike prisekanega stožca. Stožec je v veliki meri andeziten, čeprav so prisotne bazaltne in dacitne kamnine [18]. Je v regiji La Araucanía v Čilu, takoj jugovzhodno od vulkana Tolhuaca. Sierra Nevada in Llaima sta soseda na jugu. Snežni vulkan je v zaščitenem območju Malalcahuello-Nalcas. Zadnji izbruh je bil leta 1988 in se je končal leta 1990. Indeks VEI je bil 3. Izbruh je bil iz bočnega ventila in vseboval lavne tokove in eksplozivne izbruhe. Bilo je nekaj smrtnih primerov. 
Vulkan Antuco je stratovulkan v regiji Bío Bío v Čilu, v bližini Sierre Velluda in na obali Lagune del Laja, z zadnjim izbruhom leta 1869.
Villarrica je eden najbolj aktivnih vulkanov v Čilu in se dviga nad jezero in istoimensko mesto. Vulkan je znan tudi kot Rucapillán, beseda v jeziku mapudungun, in pomeni 'hiša duha'. To je najbolj zahoden od treh velikih stratovulkanov, ki se gibljejo pravokotno na Ande vzdolž preloma Gastre. Villarrica, skupaj s Quetrupillánom in čilskim delom Lanina, so zaščiteni v Narodnem parku Villarrica. Vzponi na vulkan so priljubljeni in se izvajajo poleti.
Villarrica z lavo bazaltno-andezitne sestave je eden izmed petih vulkanov na svetu, ki imajo v svojem kraterju aktivno lavno jezero. Po navadi povzroči strombolijske izbruhe, z iztiskanjem žarečih piroklastov in lave. Taljenje snega in ledenika ter padavine pogosto povzročajo velike količine laharjev, kot so med izbruhi leta 1964 in 1971. 

### Ekvador
V Ekvadorju vulkansko dejavnost spremlja EPN - Escuela Politécnica Nacional.
Cotopaxi je stratovulkan v Andih, približno 50 km južno od Quita. To je drugi najvišji vrh v državi, z višino 5897 m. Nekateri menijo, da je to najvišji aktivni vulkan na svetu  in je eden od najbolj aktivnih v Ekvadorju. Od leta 1738 je Cotopaxi izbruhnil več kot 50-krat, kar ima za posledico številne doline, ki jih je povzročil blatni tok okoli vulkana.
V oktobru 1999 je vulkan Pichincha izbruhnil v Quitu in pokril mesto z nekaj centimetri pepela. Pred tem so bili zadnji večji izbruhi leta 1553 in leta 1660, ko je na mesto padlo okoli 30 cm pepela. 
S 5230 m je Sangay aktivni stratovulkan v osrednjem Ekvadorju in je eden največjih aktivnih vulkanov na svetu in eden izmed najbolj aktivnih v Ekvadorju, ki je v zapisani zgodovini izbruhnil trikrat. Ponazarja predvsem strombolijsko aktivnost; zadnji izbruh, ki se je začel leta 1934, se še vedno dogaja. Geološko Sangay označuje južno mejo severne vulkanske cone in njegov položaj prečka dva večja dela skorje, čemur pripisujejo visoko stopnjo aktivnosti. Približno 500.000-letna zgodovina Sangayja je nestabilna; dve prejšnji različici gore sta bili uničeni v velikih kolapsih, katerih dokazi so vidni še danes v okolici. Sangay je eden od dveh aktivnih vulkanov, ki so v narodnem parku Sangay, drugi je Tungurahua na severu. Kot tak je od leta 1983 na seznamu Unescove svetovne dediščine.
Reventador je aktivni stratovulkan, ki leži v vzhodnih Andih Ekvadorja. Od leta 1541 je izbruhnil več kot 25-krat, najnovejši izbruh je iz leta 2009, največji pretekli izbruh pa je bil leta 2002. Med tem izbruhom je dim iz vulkana dosegel višino 17 km, piroklastični tok pa do 7 km od stožca. 30. marca 2007 je gora spet bruhala pepel. Ta je dosegel višino približno 3 km.
Cotopaxi je začel delovati aprila 2015. Začelo se je z velikim povečanjem potresov (vključno s harmoničnimi tremorji) in SO2. IGPEN je poročal o rahli deformaciji zgradbe, kar kaže na vdor magme pod vulkan. Od 25. julija dalje so se nadaljevali nemiri, zadnji velik izbruh pa je bil izbruh pepela in pare 14. in 15. avgusta 2015.

### Peru
Vulkane v Peruju spremlja Perujski geofizični inštitut. 
Sabancaya je aktivni 5976 metrov visok stratovulkan v Andih južnega Peruja, približno 100 kilometrov severozahodno od Arequipe. To je najbolj aktiven vulkan v Peruju, z nenehnim bruhanjem, ki se je začelo avgusta 2014.
Ubinas je še en aktiven vulkan 5672 metrov visok, v južnem Peruju, z nenehnim bruhanjem. Do leta 2006 ta stratovulkan ni deloval približno 40 let. 23. aprila 2006 je Peru razglasil izredne razmere v mestih blizu vulkana. 28. aprila 2014, kljub nedavnemu upadu potresov, je vulkan Ubinas izbruhnil pepel. 

## Srednja Amerika

### Kostarika
Vulkanološki in seizmološki observatorij Kostarike (OVSICORI) na Nacionalni univerzi v Kostariki (v španščini Observatorio Vulcanológico y Sismológico de Costa Rica (OVSICORI)) [37] ima namensko ekipo, odgovorno za raziskovanje in spremljanje vulkanov, potresov in drugih tektonskih procesov vulkanski loka v Srednji Ameriki. Leta 1984 je OVSICORI-A začel postavljati seizmografsko omrežje, namenjeno spremljanju seizmičnih in vulkanskih dejavnosti na celotnem nacionalnem ozemlju. Trenutno seizmografsko omrežje uporablja analogni in digitalni sistem registracije. Slednji omogoča spletno analizo seizmičnih signalov, kar omogoča pospešitev analize signalov in študije z uporabo sodobnih računalniških metod. Vulkan Poás je aktivni 2708 metrov visok stratovulkan v središču Kostarike; od leta 1828 je izbruhnil 39-krat. 25. februarja 2014 je spletna kamera OVSICORI ujela eksplozijo iz ogromnega kraterja vulkana Poás, ki je bila približno 300 m visoka. 

### Gvatemala
Leta 1902 je v Gvatemali burno izbruhnil vulkan Santa Maria z največjimi eksplozijami, ki so se pojavljale več kot dva dni, s čimer je izstrelil približno 5,5 km³ magme. Izlitje je bilo eno največjih v 20. stoletju, le malo manj v obsegu, kot pri Mount Pinatubo leta 1991. Izbruh je imel vulkanski indeks eksplozivnosti 6. Danes je Santiaguito eden najbolj aktivnih vulkanov na svetu.  

## Severnoameriške Kordiljere

### Mehika
Transmehiški vulkanski pas se razteza 900 kilometrov od zahoda do vzhoda čez osrednjo južno Mehiko. Nekateri drugi aktivni vulkani v severni Mehiki so povezani z ekstenzivno tektoniko pokrajine kotlin in grebenov, ki deli polotok Baja California s celino. Popocatépetl, ki leži v vzhodni polovici vulkanskega pasu, je drugi najvišji vrh v Mehiki za Pico de Orizaba. Je eden izmed najbolj aktivnih vulkanov v Mehiki, ki je po prihodu Špancev leta 1519 več kot 20 krat bruhal. Izbruh El Chichóna leta 1982, ki je ubil približno 2000 ljudi, ki so živeli v bližini vulkana, je ustvaril 1 km veliko kaldera, ki je napolnjena s kislim kraterskim jezerom. Pred letom 2000 je bil ta sorazmerno neznan vulkan močno pogozden in ni bil višji od sosednjih gora.

### Združene države
Geološki zavod ZDA in Nacionalni informacijski center za potrese (NEIC) sta v kampusu rudarske Univerze v Koloradu. Oba spremljata vulkane v Združenih državah; v zahodnem delu ZDA leži Kaskadni vulkanski lok. Vključuje skoraj 20 glavnih vulkanov, med skupaj več kot 4000 ločenih vulkanskih izpuhov, vključno s številnimi stratovulkani, ščitastimi vulkani, lavnimi kupolami in žlindrastimi stožci, skupaj z nekaj izoliranimi primeri redkih vulkanskih oblik, kot so mizasti vulkani. Vulkanizem v loku se je začel pred približno 37 milijoni leti, vendar je večina današnjih Kaskadnih vulkanov starih manj kot 2.000.000 let, najvišji vrhovi pa so stari manj kot 100.000 let. Lok ustvarja subdukcija plošč Gorda in Juan de Fuca na Kaskadnem subdukcijskem območju. To je prelom dolg 680 mi, ki teče 80 km od obale severozahodnega Pacifika od severne Kalifornije do Vancouvrovega otoka v Britanski Kolumbiji. Plošče se premikajo z relativno hitrostjo nad 10 mm na leto z nekoliko poševnim kotom na podvodno območje.
Zaradi zelo velikega območja preloma lahko podvodno območje povzroči zelo velike potrese, velikosti 9,0 ali več, če pride do pretrga na celotnem območju. Ko »zaklenjena« cona shrani energijo za potres, lahko »prehodno območje«, čeprav nekoliko plastično, razpoka. Toplotne in deformacijske študije kažejo, da je zaklenjena cona popolnoma zaklenjena za 60 km navzdol od sprednje deformacije. Nadaljuje se tudi prehod iz popolnoma zaklenjenega na aseizmično drsenje.
Za razliko od večine subdukcijskih območij po svetu, v kontinentalnem obrobju v Kaskadiji ni prisoten oceanski jarek. Namesto tega sta bila teren in akreionarni klin dvignjena, da bi oblikovala vrsto obalnega pasu in eksotične gore. Visoka stopnja sedimentacije od odtoka treh glavnih rek (Fraser, Columbia in Klamath), ki prečkajo območje Kaskadnega gorovja, prispeva k nadaljnji nejasnosti jarka. Vendar pa se skupaj z večino drugih subdukcijskih con zunanji rob počasi stisne, podobno velikanskemu izviru. Kadar se shranjena energija nenadoma sprosti čez prelom v neenakomernih intervalih, lahko subdukcijska cona ustvari zelo velike potrese, kot je bil potres leta 1700 z magnitudo 9. Geološki dokazi kažejo, da so se primeri velikih potresov pojavili sedemkrat v zadnjih 3500 letih, kar kaže na vrnitev čez 400 do 600 let. Tudi dokazi spremljajočih cunamijev z vsakim potresom so vidni, saj je glavni vzrok teh potresov znan po cunamijih in japonskih zapisih (cunami lahko potujejo čez Pacifik).
Izbruh Mount St. Helen leta 1980 je bil najpomembnejši, ki se je zgodil v ZDA v zapisani zgodovini (VEI = 5, 0,3 cu mi, 1,2 km³ materiala, ki je izbruhnila), in je presegal destruktivno moč in količino materiala, ki je bila sproščena leta 1915 v izbruhu kalifornijskega Lassen Peak. Izbruh je sledil dvomesečni seriji potresov in bruhanja pare, ki jih je povzročila dvigajoča magma na plitvih globinah pod goro, in ustvarila ogromno izboklino in sistem zlomov na severnem pobočju Mount St. Helens. Potres ob 8:32, 18. maja 1980, je povzročil, da je celotna oslabljena severna stran zdrsnila in nenadoma razkrila delno stopljeno, s plinom in paro bogato kamnino vulkana, da bi zmanjšala pritisk. Kamnina se je odzval tako, da je eksplodiral v zelo vročo mešanico zdrobljene lave in starejše kamnine, ki je kot plaz hitro pritekla v jezero Spirit Lake na severni strani.
Aljaska je znana po svoji seizmični in vulkanski dejavnosti, ki ima zapis o drugem največjem potresu na svetu, velikonočnem potresu leta1964 in več kot 50 vulkanov, ki so bruhali od leta 1760. [42] Vulkane najdemo ne samo na kopnem, temveč tudi na Aleutih.
Najnovejša dejavnost v ameriškem delu Ognjenega obroča je nastala v začetku leta 2009, ko je Mount Redoubt na Aljaski postal aktiven in končno izbruhnil pozno zvečer 22. marca. Izbruh se je končal maja 2009.

### Kanada
Program javna varnost v Geo-znanosti pri Natural Resources Canada izvaja raziskave za podporo zmanjšanju tveganja zaradi posledic vremena, potresov, cunamijev, vulkanov in zemeljskih plazov.
Britanska Kolumbija in Jukon sta ogromni regiji vulkanov in vulkanskih dejavnosti v pacifiškem ognjenem obroču.  Več gora v območje Britanske Kolumbije je mirujočih vulkanov. Večina teh je bila aktivna med obdobji pleistocena in holocena. Čeprav noben od kanadskih vulkanov trenutno ne deluje, se za potencialno aktivne šteje več vulkanov, vulkanskih polj in vulkanskih središč. Na nekaterih vulkanih so vroči izviri, medtem ko jih je 10 povezanih s seizmičnimi dejavnostmi od leta 1975, med njimi: kaldera Silverthrone, masiv Mount Meager, vulkansko polje Wells Gray-Clearwater, Mount Garibaldi, gora Cayley, Castle Rock, Volcano, Mount Edziza, Hoodoo Mountain, Crow Lagoon in Nazko Cone.  Vulkani so združeni v pet vulkanskih pasov z različnimi tektonskimi pojavi.
Severna provinca vulkanske Kordiljere (včasih znan kot Stikine vulkanski pas) je najbolj aktivna vulkanska regija v Kanadi. Nastala je zaradi ekstenzivnega krekinga, prelomov in riftinga severnoameriške plošče, saj pacifiško ploščo zmelje in zdrsne mimo preloma Queen Charlotte, za razliko od subdukcije, ki proizvaja vulkane na Japonskem, Filipinih in v Indoneziji. V regiji so največji kanadski vulkani, veliko večji od manjših stratovulkanov, ki jih najdemo v kanadskem delu Kaskadnega vulkanskega loka. Znano je, da se je v zadnjih 400 letih pojavilo več izbruhov. Mount Edziza je ogromen vulkanski kompleks, ki je v zadnjih nekaj tisoč letih izbruhnil večkrat in je oblikoval več stožcev in lavnih tokov. Kompleks obsega planoto gore Edziza, veliko vulkansko planoto (dolžino 65 km in široko 20 km), ki je sestavljena iz pretežno bazaltnih lavnih tokov s štirimi velikimi stratovulkani na vrhu planote. Povezane lavne kupole in stožci so bili zgrajeni v zadnjih 7,5 milijonih letih v petih magmatskih ciklih, ki se začnejo z izbruhom alkalnih bazaltov in končajo s felzičnimi in bazaltnimi izbruhi že pred 1340 leti. Lavni tokovi še vedno ohranjajo svoje prvotne oblike. Hoodoo Mountain je mizast vulkan v severozahodni Britanski Kolumbiji, ki je imel več obdobij podledeniških izbruhov. Najstarejši so se zgodili pred približno 100.000 leti in zadnji pred okoli 7000 leti. Hoodoo Mountain velja za aktivnega. Bližnja Tseax Cone in Volcano sta proizvedla nekaj najmlajših lavnih tokov, starih približno 150 let.
Najhujša znana geofizična katastrofa v Kanadi je prišla od Tseax Coneja v 18. stoletju na najjužnejšem koncu vulkanskega pasu. Izbruh je povzročil 22,5 km dolg lavni tok, ki je uničil vasi Nisga in povzročil smrt najmanj 2000 ljudi v Nisgi zaradi vulkanskih plinov in strupenega dima. Dolina reke Nass je bila preplavljena s tokovi lave in vsebuje obilne drevesaste kalupe in lavne cevi. Dogodek se je zgodil hkrati s prihodom prvih evropskih raziskovalcev, ki so prodrli v neurejene obalne vode severne Britanske Kolumbije. Danes so bazaltne lavne deponije privlačnost za turiste in so del parka Nisga'a Memorial Lava Beds Provincial Park.
Garibaldijev vulkanski pas v jugozahodni Britanski Kolumbiji je severni podaljšek Kaskadnega vulkanskega loka v Združenih državah Amerike (ki vključuje Mount Baker in Mount St. Helen) in vsebuje najbolj eksplozivne mlade vulkane v Kanadi. Nastal je kot posledica subdukcije plošče Juan de Fuca (preostanek veliko večje Farallonove plošče) pod severnoameriško ploščo vzdolž območja Kaskadne subdukcije. Garibaldijev vulkanski pas obsega vulkansko polje Bridge River Cones, masiv Mount Cayley, Mount Fee, Mount Garibaldi, Mount Price, masiv Mount Meager, vulkansko polje Squamish in več manjših vulkanov. Tipi erupcij v pasu segajo od efuzivne (izlivne) do eksplozivne, s kompoziti od bazalta do riolita. V morfološkem smislu centri vsebujejo kaldere, stožce, stratovulkane in majhne izolirane lavne mase. Zaradi ponavljajočih kontinentalnih in alpskih ledenikov veliko vulkanskih sedimentov v pasu odraža kompleksne interakcije med sestavo magme, topografijo in spreminjanjem konfiguracije zaradi ledu. Najnovejši večji katastrofalni izbruh v vulkanskem pasu Garibaldi je bil eksploziven izbruh v masivu Mount Meager pred približno 2350 leti. Podoben je bila izbruh sv. Helene leta 1980, ki je v stratosfero pošiljal pepel v višino približno 20 km.
Skupina Chilcotin je greben vulkanov sever-jug v južni Britanski Kolumbiji, ki poteka vzporedno s Garibaldijevim vulkanskim pasom. Večina izbruhov v tem pasu se je zgodila pred 6-10 milijoni let (miocen) ali pred 2-3 milijoni leti (pliocen), in z nekaterimi nekoliko novejšimi izbruhi (v pleistocenu) . Nastali so kot posledica podaljšanja zadnjega dela povratne raztezne cone Kaskadija. V te vrste vulkanov spadajo Mount Noel, Clisbako Caldera Complex, Lightning Peak, Black Dome Mountain in številni lavni tokovi.
Vulkanski pas Anahim je linija vulkanov, ki se raztezajo le severno od  Vancouvrovega otoka v bližini Quesnela v Britanski Kolumbiji. Ti vulkani so nastali pred 8 milijoni leti, zadnji Nazko Cone pa je izbruhnil pred 7200 leti. Vulkani se na splošno gibljejo iz obale v notranjost. Zdi se, da so ti vulkani nastali kot posledica drsenja severnoameriške plošče zahodno čez majhno vročo točko imenovano vroča točka Anahim. Vroča točka je podobna tisti, ki hrani havajske otoke. Pas določajo trije veliki ščitasti vulkani (Rainbow, Ilgachuz in Itcha Ranges) in 37 kvartarnih bazaltnih centrov.
Erupcije bazaltnega riolitnega vulkana in hipabizalnih kamnin vulkanskega pasu Alert Bay na severnem Vancouvrovem otoku so verjetno povezani s subdukcijsko mejo med Explorer in Juan de Fuca ploščo v subdukcijski coni Kaskadije. Zdi se, da je bil aktiven med pliocenom in pleistocenom. Vendar ni znan noben holocenski izbruh, vulkanska aktivnost v pasu se je verjetno nehala.

## Rusija
Polotok Kamčatka daleč na vzhodu Rusije je eno najbolj raznolikih in aktivnih vulkanskih območij na svetu, s površino 472.300 km 2. Leži med Tihim oceanom na vzhodu in Ohotskim morjem na zahodu. Takoj vzdolž pacifiške obale polotoka teče 10.500 m globok kurilsko-kamčatski jarek, kjer hitro podrivanje Pacifiške plošče spodbuja močan vulkanizem. Prisotne so skoraj vse vrste vulkanskih dejavnosti, od stratovulkanov in vulkanskih ščitov do izbruhov v havajskem slogu.
Več kot 30 aktivnih vulkanov in več sto mirujočih in ugaslih vulkanov je v dveh glavnih vulkanskih pasovih. Najnovejša dejavnost poteka v vzhodnem pasu, ki se začne na severu v vulkanskem kompleksu Šiveluč, ki leži na stičišču Aleutskega in Kamčatskega vulkanskega loka. Na jugu je znana vulkanska skupina Ključi, ki obsega dvojne vulkanske stožce Kliučevskoj in Kamen, ogromne vulkanske komplekse Tolbačika in Uškovskega ter številne druge velike stratovulkane. Edini aktivni vulkan v osrednjem pasu je zahodno od tu, ogromen oddaljen Ičinski. Daleč na jug se vzhodni pas nadaljuje do južnega pobočja Kamčatke, ki ga dopolnjujejo stratovulkani, ki se nadaljujejo na Kurilsko otočje in na jug na Japonsko.

## Japonska
Okoli 10% svetovnih aktivnih vulkanov najdemo na Japonskem, ki leži v coni izjemne nestabilnosti skorje. Ustvarjajo jih subdukcija Pacifiške plošče in Filipinske plošče. Letno je evidentiranih 1500 potresov, maknitude od 4 do 6 pa niso neobičajne. Manjši drgeti se pojavljajo skoraj vsak dan, kar povzroča rahlo tresenje stavb. Veliki potresi se pojavljajo redko. Najbolj znani v 20. stoletju so bili: Veliki potres v Kantoju (1923), v katerem je umrlo 130.000 ljudi in Potres v Kobeju (1995) 17. januarja 1995, v katerem je umrlo 6434 ljudi. 11. marca 2011 je po podatkih ameriškega geološkega zavoda Japonsko prizadel največji potres v državi in peti največji na svetu z magnitudo 9.0. Podmorski potresi izpostavljajo tudi japonsko obalo nevarnosti zaradi cunamijev.
Mount Bandai, eden najbolj znanih vulkanov na Japonskem, se dviga nad severno obalo jezera Inawashiro. Sestavljen je iz več prekrivajočih se stratovulkanov, največji je O-Bandai, ki tvori kompleksen vulkan. O-Bandai je nastal v podkvasti kalderi, ki je nastala pred okoli 40.000 leti, ko se je podrl prejšnji vulkan, ki je oblikoval plaz Osinajima, ki je potoval na jugozahod in ga je spremljala plinska erupcija. V zadnjih pet tisoč letih so se zgodile štiri največje freatične erupcije, od tega dve v zgodovinskem času, leta 806 in 1888. Z juga vidimo Bandaijev konični profil, več severne strani vulkana manjka zaradi podora Ko-Bandaijvega vulkana med izbruhom leta 1888, v katerem je plaz materiala pokopal več vasi in ustvaril več velikih jezer.
Pred skoraj stoletjem se je severni del gore Bandai podrl med izbruhom, ki je bil podoben izbruhu gore Sv. Helena 18. maja 1980. Po tednu seizmične aktivnosti, velikega potresa 15. julija 1888, je sledil močan hrup in velika eksplozija. Očividci so slišali približno 15 do 20 dodatnih eksplozij in opazili, da je bila zadnja skoraj horizontalno na sever.
Fudži je najvišji in najbolj znan vulkan na Japonskem. Sodobni postglacialni stratovulkan je zgrajen nad skupino prekrivajočih vulkanov, katerih ostanki tvorijo nepravilnosti na Fudžijevem profilu. Rast mlajše gore Fudži se je začela z obdobjem obsežnih lavnih tokov pred 11.000 do 8.000 leti, kar predstavlja štiri petine količine mlajše gore Fudži. Manjši eksplozivni izbruhi so prevladovali od 8.000 do 4.500 let, z drugim obdobjem večjih tokov lave, ki so nastali pred 4.500 do 3.000 leti. Nato so se pojavili večji eksplozivni izbruhi, s podrejenimi tokovi lave in majhnimi piroklastičnimi tokovi. Pred 3000 do 2000 leti so prevladovali izbruhi vrha, po katerih so bili aktivni bočni zrčniki. Obsežna bazaltna lava teče od vrha in nekateri od več kot 100 bočnih stožcev in ventilov so blokirali drenažo proti terciarnim Misaka goram na severni strani vulkana, ki so oblikovali jezera Fuji Five. Zadnji izbruh tega bazaltnega vulkana je bil leta 1707, ko je izbruhal andezitn plovec, na vzhodnem boku pa je nastal velik nov krater. Nekatere manjše vulkanske aktivnosti se lahko pojavijo v naslednjih nekaj letih.

## Filipini
Izbruh gore Pinatubo leta 1991 je drug največji zemeljski izbruh na svetu v 20. stoletju. Uspešne napovedi za nastanek izbruha so omogočile evakuacijo več deset tisoč ljudi iz okoliških območij, in ohranile številna življenja. Okoliške površine so bile močno poškodovane zaradi piroklastičnih tokov, deponije pepela in pozneje laharjev, ki jih je povzročila deževnica, uničeno je bilo na tisoče hiš.
Vulkan Mayon je najbolj aktiven vulkan na Filipinih. Ima strma zgornja pobočja c povprečno 35-40 ° naklona in z majhnim kraterjem na vrhu. Zgodovinski izbruhi tega bazaltno-andezitnega vulkana segajo v leto 1616 in so značilno strombolijski do bazaltni plinski izbruhi. Erupcije se pojavljajo pretežno iz osrednjega kanala in so proizvedle lavne tokove, ki so potovali daleč po bokih. Piroklastični in blatni tokovi so zbrali večino od približno 40 grap, ki potekajo iz vrha in so pogosto opustošili naseljena nižinska območja.
Vulkan Taal je od leta 1572 zabeležil 33 izbruhov. V letu 1911 je prišlo do uničujočega izbruha, ki je zahteval več kot tisoč življenj. Nanosi tega izbruha so sestavljeni iz rumenkaste, precej razpadle (mlade) tefre z visoko vsebnostjo žvepla. Najnovejša obdobja delovanja so trajala od leta 1965 do leta 1977, značilna pa je bila interakcija magme z jezersko vodo, ki je povzročila nasilne freatične in freatomagmatske izbruhe. Čeprav je vulkan od leta 1977 mirujoč, je pokazal znake nemirov od leta 1991, z močnimi seizmičnimi dejavnostmi in dogodki lomljenega tal, pa tudi z oblikovanjem majhnih blatnih gejzirjev na delih otoka.
Vulkan Kanlaon, najbolj aktivni vulkan na osrednjem delu Filipinov, je izbruhnil 25-krat od leta 1866. Erupcije so po navadi freatične eksplozije majhne do zmerne velikosti, ki ustvarjajo manjši padajoč pepel v bližini vulkana. 10. avgusta 1996 je Kanlaon brez opozorila izbruhnil in ubil britanskega študenta Juliana Greena in Filipinca Noel Tragico in Neila Pereza, ki so bili med 24 plezalci ujeti v bližini vrha.

## Indonezija
V Indoneziji so vulkani med najbolj aktivnimi v pacifiškem ognjenem obroču. Oblikuje jih subdukcijska cona treh glavnih aktivnih tektonskih plošč in sicer Evroazijske plošče, Pacifiške plošče in Indo-avstralske plošče . Nekateri vulkani so opazni zaradi svojih izbruhov, na primer Krakatav zaradi globalnih vplivov leta 1883, vulkansko jezero Toba na otoku Sumatra (100 km dolgo in do 30 km široko, površine 1103 km² in globine 505 m) je posledica izbruha supervulkana pred 69.000 to 77.000 leti, ki je bil odgovoren za šest let vulkanske zime in Mount Tambora, največji nasilni izbruh v zapisani zgodovini leta 1815. Izbruh je povzročil obsežno propad žetve v severni Evropi, severovzhodnih Združenih državah in vzhodni Kanadi leta 1816, kar je znano kot leto brez poletja.
Najbolj aktivni vulkani sta Kelud in Merapi na otoku Java, ki sta odgovorna za tisoče smrtnih žrtev v regiji. Od leta 1000 je Kelud bruhal več kot 30-krat, od teh je bil največji izbruh na lestvici 5 indeksa vulkanske eksplozivnosti, medtem ko je Merapi izbruhnil več kot 80-krat. Mednarodno združenje vulkanologije in kemije notranjosti Zemlje od leta 1995 imenuje Merapi kot desetletni vulkan zaradi njegove visoke vulkanske aktivnosti. Še en dejaven vulkan je Sinabung, ki bruha od leta 2013 naprej.

## Nova Zelandija
Nova Zelandija ima najmočnejšo koncentracijo mladih riolitnih vulkanov na svetu in večina je na Severnem otoku. Najzgodnejši zgodovinsko izbruh je bil na otoku Whakaari (Beli otok) leta 1826 , leta 1886 pa je bil največji izbruh v zgodovini na gori Tarawera. Veliko regij severno od novozelandskega severnega otoka je sestavljeno iz podmorskih gora in majhnih otokov, vključno s 16 podmorskimi vulkani. V zadnjih 1,6 milijona letih je večina novozelandskega vulkanizma iz vulkanske cone Taupo. 
Ruapehu, na južnem koncu vulkanske cone Taupo, je eden izmed najbolj aktivnih vulkanov . Začelo se je z izbruhi pred 250.000 leti. V zapisani zgodovini so bili večji izbruhi približno 50 let narazen, leta 1895, 1945 in 1995-1996. Manjši izbruhi so pogosti z zadnjimi 60-timi od leta 1945. Nekateri manjši izbruhi v sedemdesetih letih so povzročili manjše tokove pepela in laharje, ki so poškodovali smučišča . Med večjimi izbruhi se oblikuje toplo kislinsko kratersko jezero, ki se napaja s taljenjem snega. Večji izbruhi lahko povsem izlijejo jezersko vodo. Če večji izbruh odloži jez tefre čez iztok jezera, se jez lahko zruši, potem ko se jezero napolni in dvigne nad nivo običajnega odtočnega izhoda, kar povzroča velik lahar. Najpomembnejši lahar je povzročil katastrofo Tangiwai 24. decembra 1953, ko je 151 ljudi na krovu ekspresnega vlaka med Wellingtonom in Aucklandom umrlo, ko je lahar uničil železniški most Tangiwai le nekaj trenutkov pred prihodoom vlaka. Leta 2000 je bil na gori nameščen sistem ERLAWS (Eastern Ruapehu Lahar Alarm and Warning System) za zaznavanje izbruhov in opozarja ustrezne organe.
Aucklandsko vulkansko polje na Severnem otoku Nove Zelandije je proizvedel raznoliko paleto eksplozivnih kraterjev, žlindrinih stožcev in lavnih tokov. Trenutno je mirujoče in obstaja verjetnost, da se bodo erupcije ponovno pojavile v naslednjih »sto do tisoč letih« . Polje vsebuje vsaj 40 vulkanov, nazadnje aktivnih pred 600 leti na otoku Rangitoto.

## Antarktika
Pacifiški ognjeni obroč se na jugu zaključi na Antarktiki, ki ima številne velike vulkane. Oblika in struktura vulkanov na Antarktiki se pretežno razlikuje od drugih okoli obroča. Nasprotno pa je Antarktična plošča skoraj popolnoma obkrožena z ekstenzivnimi območji, pri čemer jo obkroža več srednjeoceanskih grebenov, le z majhno subdukcijsko cono na konici Antarktičnega polotoka, ki segajo proti vzhodu do oddaljenih južnih Sandwichevi otokov. Najbolj znan vulkan na Antarktiki je gora Erebus, ki je tudi najjužnejši aktivni vulkan na svetu. V mnogih pogledih je geologija Antarktičnega polotoka podaljšek Andov, zato ime, ki ga včasih uporabljajo geologi: Antarktandi. Na nasprotni strani celine vulkane Victoria Landa lahko označimo kot »drugi konec« Antarktandov, s čimer se dokonča pacifiški ognjeni obroč in nadaljuje preko Balenijevih otokov do Nove Zelandije.
Mount Erebus je drugi najvišji vulkan na Antarktiki (za goro Sidley) in najjužnejši aktivni vulkan na zemlji. To je šesta najvišja točka na otoku. Vrh visok 3794 m leži na Rossovem otoku, kjer so še trije neaktivni vulkani, Mount Terror, Mount Bird in Mount Terra Nova.
Ugotovljeno je bilo, da je vulkan neprekinjeno aktiven od leta 1972. Tu je Observatorij Mount Erebus, ki ga vodi Inštitut za rudarstvo in tehnologijo Nove Mehike. [62] Erebus je trenutno najbolj aktiven vulkan na Antarktiki in je trenutno vroča točka.
Vulkani območja Victoria Land so najbolj znani na Antarktiki, najverjetneje zato, ker so najbolj dostopni. Velik del Victoria Landa je gorat, predstavlja vzhodni del Transantarktičnega pogorja s številnimi razpršenimi vulkani kot sta Mount Overlord in Mount Melbourne v severnem delu. Dlje na jug sta še dva znana vulkana, Mount Discovery in Mount Morning, ki sta na obali nasproti Erebusa in Mount Terror na otoku Ross. Vulkanizem na tem območju je posledica riftinga vzdolž številnih razkolnih območij, ki se večinoma povečujejo predvsem na severu in jugu, podobno obali.
Dežela Marie Byrd ima največjo vulkansko regijo na Antarktiki, s skoraj 970 km ob pacifiški obali. Vulkanizem je posledica razkola vzdolž obsežnega zahodnega Antarktičnega rifta, ki se razprostira od dna Antarktičnega polotoka do okolice Rossovega otoka, vulkani pa so vzdolž severnega roba razpoke. Skozi led štrlijo številni pomembni vulkanski ščiti, med njimi Mount Sidley, ki je najvišji vulkan na Antarktiki. Čeprav so številni vulkani relativno mladi in so potencialno aktivni (Mount Berlin, Mount Takahe, Mount Waesche in Mount Siple), so drugi, kot sta Mount Andrus in Mount Hampton, stara več kot 10 milijonov let, vendar ohranjata neerodirane konstrukcijske oblike. Puščavska okolica notranjosti Antarktike, skupaj z zelo debelo in stabilno ledeno ploščo, ki zajema in ščiti baze vulkanov, zmanjšuje hitrost erozije v primerjavi z vulkani v vlažnem zmernem ali tropskem podnebju.